# ABロール編集
ABロール編集（ABロールへんしゅう）は動画編集法の一つである。二本のフィルム／ビデオテープを組み合わせて一本のフィルム／ビデオテープにする。単にABロールともいう。
フィルムにおいては、オプチカル・プリンターやデュープを使用せず、プリントの際に直接オーバーラップ、フェードイン、フェードアウト（フェード参照）などの効果を得るため、あるいはカットごとのフィルムの継ぎ目をプリント画面に出さないようにするため、一連のオリジナル・フィルムを2つのロール（A・Bロール）に分割し、交互に黒味フィルムと組み合わせて一本のオリジナル・フィルムを編集する。
ビデオでも同様の技法が用いられ、フレームレベルで同期運転する二台のビデオ再生機の信号を電気的に合成することで、ワイプ、ディゾルブ、フェードなどの効果を出したり、インサートカット、カットバックを行ったりする。従来ABロール編集には高価な業務用編集機器が必要であったが、現在ではパーソナルコンピュータ上のノンリニア編集によって広く行えるようになった。